# Ewiges Edikt
Als Folge der Genter Pazifikation und dem Waffenstillstand zwischen den Spaniern und den Niederländern am 15. Dezember 1576, entstand, nach langen Verhandlungen, zwischen dem Statthalter der Spanischen Niederlande, Don Juan d’Austria, und den Generalstaaten das Ewige Edikt.

## Beschreibung
Die von den Generalstaaten diktierten Bedingungen wurden am 27. Januar 1577 von Don Juan angenommen und am 12. Februar in Marche-en-Famenne in den belgischen Ardennen unterzeichnet.
Mit der Unterzeichnung des „Ewigen Edikts“ verpflichtete sich Don Juan, die Genter Pazifikation in vorliegender Form anzuerkennen. Hierzu wurden 19 Artikel formuliert. Darüber hinaus versprach Don Juan den Abzug der spanischen Truppen aus den Spanischen Niederlanden und eine allgemeine Amnestie. Als Gegenleistung versprachen die Staaten, das katholische Bekenntnis zu wahren und Don Juan zu akzeptieren, sobald die spanischen Truppen abgezogen waren. Die Generalstaaten übernahmen auch die Zahlung der Soldrückstände an die deutschen und niederländischen Truppen in der königlichen Armee und erklärten ihr Einverständnis, sich nach der Bezahlung des letzten Soldaten aufzulösen, um es Don Juan zu ermöglichen, eine neue Ständeversammlung in der Form, die sie bei der Abdankung Kaiser Karls hatte, einzuberufen.
Entgegen den Verpflichtungen, die er im Ewigen Edikt eingegangen war, griff Don Juan am 1. August 1577 überraschend Antwerpen an.